# مرکز پرواز تی‌دبلیوای
مرکز پرواز تی‌دبلیوای (به انگلیسی: TWA Flight Center)، همچنین به عنوان مرکز پرواز جهانی ترنس شناخته می‌شود، یک ترمینال فرودگاهی و مجموعه هتل در فرودگاه بین‌المللی جان اف. کندی (جی‌اف‌کی) در شهر نیویورک است. ساختمان اصلی ترمینال یا خانۀ اصلی، از سال ۱۹۶۲ تا ۲۰۰۱ میلادی به عنوان ترمینال فعالیت می‌کرد و در سال ۲۰۱۷ میلادی به عنوان بخشی از هتل تی‌دبلیوای تغییر کاربری داد. خانۀ مرکزی تا حدی توسط یک ساختمان ترمینال جایگزین که در سال ۲۰۰۸ میلادی تکمیل شد و همچنین توسط ساختمان‌های هتل احاطه شده‌ است. خانۀ اصلی و ترمینال جایگزین، مجموعاً عملیات جی‌اف‌کی جت‌بلو را تشکیل می‌دهند و به ترمینال ۵ یا تی۵ معروف هستند.
مرکز پرواز تی‌دبلیوای برای خطوط هوایی جهانی ترنس توسط ارو سارینن و همکاران طراحی شد و بین سال‌های ۱۹۵۹ و ۱۹۶۲ میلادی ساخته شد. سقف، پوستۀ نازک بال‌ شکل برجسته‌ای داشت که توسط چهار ستون وای (Y) شکل پشتیبانی می‌شد. در داخل یک فضای باز سه سطحی با پنجره‌های بلند وجود داشت که منظره‌ای از جت‌های در حال خروج و رسیدن را امکان‌پذیر می‌کرد. دو راهروی خروجی با فرش قرمز لوله‌ای شکل که از ترمینال به بیرون کشیده شده و به دروازه‌ها متصل می‌شوند. روشه-دینکلو، یک شرکت جانشین شرکت سارینن، در سال ۱۹۷۰ میلادی طرح توسعه‌ای را ارائه کرد. مرکز پرواز تی‌دبلیوای تا سال ۲۰۰۱ میلادی به عنوان یک ترمینال هوایی به کار خود ادامه داد. هم نمای داخلی و هم نمای بیرونی خانۀ اصلی در سال ۱۹۹۴ میلادی به عنوان نشانه‌های شهر نیویورک اعلام شد و در سال ۲۰۰۵ میلادی به فهرست ملی مکان‌های تاریخی اضافه شد.

ترمینال ۵ احاطه کننده توسط گنسلر طراحی شد و بین سال‌های ۲۰۰۵ و ۲۰۰۸ میلادی ساخته شد. این شامل ۲۶ دروازه فعال در ترمینال ۵ و همچنین رستوران‌ها و فروشگاه‌های متعدد است. اگرچه بخش‌هایی از مجموعه اصلی تخریب شده‌ است، اما خانۀ اصلی پابرجاست. اداره بنادر نیویورک و نیوجرسی (PANYNJ)، که فرودگاه جی‌اف‌کی را اداره می‌کند، زمانی ساختار اصلی را به عنوان ورودی ترمینال جایگزین در نظر گرفته بود. در سال ۲۰۱۶ میلادی، اداره بنادر شروع به تبدیل خانۀ اصلی به هتل تی‌دبلیوای کرد که در سال ۲۰۱۹ میلادی با دو ساختمان اضافی در مجاورت تی۵ افتتاح شد.